# 小行星9992
小行星9992,1997 TG19，为火星轨道穿越小行星，公转周期3.20年。该小行星由香川哲男和浦田武于1997年10月8日发现。